# Waitsfield
Waitsfield – miasto w Stanach Zjednoczonych, w stanie Vermont, w hrabstwie Washington.